# Grallaricula nana
A palakoronás hangyászpitta (Grallaricula nana) a madarak osztályának verébalakúak (Passeriformes) rendjébe és a hangyászpittafélék (Grallariidae) családjába családjába tartozó faj.
A magyar név forrással nincs megerősítve.

## Előfordulása
Kolumbia, Ecuador, Guyana, Peru és Venezuela területén honos.

## Alfajai
- Grallaricula nana hallsi T. M. Donegan, 2008
- Grallaricula nana kukenamensis Chubb, 1918
- Grallaricula nana nana (Lafresnaye, 1842)
- Grallaricula nana nanitaea T. M. Donegan, 2008
- Grallaricula nana occidentalis Todd, 1927
- Grallaricula nana olivascens Hellmayr, 1917